# Heliophanus chikangawanus
Heliophanus chikangawanus là một loài nhện trong họ Salticidae.
Loài này thuộc chi Heliophanus. Heliophanus chikangawanus được Wanda Wesołowska miêu tả năm 1986.